# Мікора Михайло Олександрович
Михайло Олександрович Міко́ра (нар. 17 березня 1964, Київ) — український живописець.

## Біографія
Народився 17 березня 1964 року в місті Києві (нині Україна). Син художника Олександра Мікори.
Протягом 1976—1982 років навчався у Київській художній середній школі; у 1982—1990 роках — у Київському художньому інституті, де був учнем Миколи Стороженка. 1994 року виїхав до Праги.

## Творчість
Працює у галузі станкового живопису, у реалістичному стилі створює переважно портрети, натюрморти. Серед робіт:
- «Музиканти» (1997);
- «Останній день збирання» (1998);
- «Натюрморт» (1999);
- «Чоловік» (2012);
- «Берлін» (2013);
- «Царський нарцис» (2015);
- «Букет квітів із яблуками» (2017);
- «Дівчина» (2017);
- «Поле соняшників» (2017);
- «Поцілунок» (2017);
- «Букет із мандоліною» (2018);
- «Книжкова полиця» (2018).

Бере участь у всеукраїнських, зарубіжних мистецьких виставках з 1992 року. Персональні виставки відбулися у Стокгольмі у 1995 році, Празі у 2000—2001 роках.